# Gullhättkullen
Gullhättkullen este o arie protejată (arie specială de conservare — SAC, sit de importanță comunitară — SCI) din Suedia întinsă pe o suprafață de 6,1 ha, integral pe uscat.

## Localizare
Centrul sitului Gullhättkullen este situat la coordonatele 59°42′07″N 13°35′43″E / 59.7019°N 13.5953°E.

## Înființare
Situl Gullhättkullen a fost declarat sit de importanță comunitară în ianuarie 2002 pentru a proteja un număr necunoscut de specii din flora spontană și fauna sălbatică aflate în arealul zonei. Situl a fost protejat și ca arie specială de conservare în martie 2011.

## Biodiversitate
Situată în ecoregiunea boreală, aria protejată conține 2 habitate naturale: Taiga vestică, Pante stâncoase calcaroase cu vegetație casmofită.
La baza desemnării sitului se află un număr nedeclarat de specii protejate.